# Нородом Пхуриссара
Нородом Пхуриссара (англ. Norodom Phurissara; 13 октября 1919 — 1976) — камбоджийский левый политик 1950—1970-х годов, член королевской семьи и принц Камбоджи, двоюродный брат Нородома Сианука. Занимал ряд министерских постов в правительстве Сангкума, был генеральным секретарём Демократической партии. В 1966—1970 годах — министр иностранных дел. После свержения Сианука Лон Нолом входил в Королевское правительство национального единства Камбоджи в изгнании, некоторое время оставался в правительстве и после победы Красных кхмеров. Затем стал жертвой политических репрессий, проводимых Красными кхмерами во время геноцида в Камбодже 1975—1979 годах.